# کولا می‌چری
کولا می‌چری (به ایتالیایی: Colla Micheri) یک منطقهٔ مسکونی در ایتالیا است که در آندورا (کومونه) واقع شده‌است.